# 轻重量级
輕重量级（英語：light heavyweight）是搏击运动的体重级别之一。

## 拳击
在业余拳击中，輕重量级位于中量级与重量级之间，划分标准为165磅（75公斤）至178磅（81公斤）。而在职业拳击中，輕重量级则位于超中量级与巡洋舰级之间，划分标准为168磅（76公斤）至175磅（79公斤）。达里乌兹·米切尔泽维斯基保持着职业拳击该级别连续卫冕的纪录，他共23次成功卫冕世界拳击组织（WBO）輕重量级拳王。

### 现任輕重量级世界拳王
| 组织        | 日期           | 拳王              | 战绩           | 卫冕次数 |
| ----------- | -------------- | ----------------- | -------------- | -------- |
| WBA（超级） | 2017年9月18日  | 德米特里·比沃爾   | 20-0 (11 KO)   | 9        |
| WBA（常规） | 2019年10月10日 | 吉恩·帕斯卡爾     | 36-6-1 (16 KO) | 0        |
| WBC         | 2019年10月18日 | 阿圖爾·貝特比耶夫 | 18-0 (18 KO)   | 3        |
| IBF         | 2017年11月11日 | 阿圖爾·貝特比耶夫 | 18-0 (18 KO)   | 6        |
| WBO         | 2022年6月18日  | 阿圖爾·貝特比耶夫 | 18-0 (18 KO)   | 0        |

## 踢拳
在踢拳运动中，不同组织对中量级的划分标准并不相同，如国际踢拳联合会的标准为171磅至180磅（77公斤至82公斤），而Glory则规定为209磅（95公斤）以下。

## 综合格斗
在综合格斗中，輕重量级的标准为186磅至205磅（84公斤至93公斤）。